# Łuzaniwka
Łuzaniwka (ukr. Лузанівка) – wieś na Ukrainie, w obwodzie czerkaskim, w rejonie czerkaskim, w hromadzie Kamjanka. W 2001 liczyła 946 mieszkańców, spośród których 915 wskazało jako ojczysty język ukraiński, 27 rosyjski, 1 mołdawski, 2 białoruski, a 1 inny.